# Kristina Axén Olin
Anna Kristina Axén Olin, född Axén 21 oktober 1962 i Stockholm, är en svensk lärare och moderat politiker. Sedan hösten 2016 är hon ordförande för tankesmedjan Säkerhet för Näringsliv och Samhälle (SNOS). Axén Olin var finansborgarråd i Stockholms kommun 2006–2008 och valdes in i riksdagen i valet 2018.

## Biografiska uppgifter
Kristina Axén Olin är dotter till Jan Bertil Axén, född 1933 i Sollefteå, och Gunnel Birgitta, född Bergdahl, född 1936 i Töre, Norrbottens län. Axén Olin är utbildad musiklärare och var tidigare biträdande rektor för Maria Elementar. Hon var tidigare gift med kommunikationskonsulten och företagaren Mats Olin. Hon var borgarråd i Stockholms kommun under perioden 1998–2008. Axén Olin meddelade sin avgång som finansborgarråd och Moderaternas gruppledare i kommunfullmäktige den 16 april 2008.

## Politik
Kristina Axén Olin var socialborgarråd i Stockholm 1998–2002, oppositionsborgarråd 2002–2006 och finansborgarråd 2006–2008. Hon är kommunfullmäktigeledamot i Stockholms kommun sedan 1991 och var gruppledare för moderaterna 2002–2008. Vidare var hon andra vice partiordförande för moderaterna sedan 2003 till och med 2009, samt var vidare ordförande för polisstyrelsen i Stockholms län 1999–2006. Axén Olin har uppgett att Margaret Thatcher är en politisk förebild.

## Avgång
Kristina Axén Olin sjukskrev sig den 15 november 2007 en månad. Hon har tidigare i intervjuer sagt att hon hamnade i en pressad situation efter hennes mors bortgång i december 2005, följt av valrörelsen 2006 och att hon då fått professionell hjälp att hantera stress samt även besökt Anonyma Alkoholister. Axén Olin återkom i tjänst som finansborgarråd efter denna månadslånga paus, men några månader senare, i april 2008, meddelade hon sin avgång som borgarråd. Hon lämnade även det politiska arbetet 2009: "Men då jag sedan tidigare lämnat posten som finansborgarråd och inte heller sitter i riksdagen är det rätt. Att vara vice partiordförande kräver en närmare kontakt med det dagliga politiska arbetet än vad jag har idag."  Efteråt har hon uttryckt bitterhet över hur hon blev behandlad och beskyllt media för osaklighet. Efter att hon avgått fick Sten Nordin platsen som borgarråd.

## Övrig verksamhet
Kristina Axén Olin har varit etisk rådgivare åt Carema Care.